# Barbus chiumbeensis
Barbus chiumbeensis is een  straalvinnige vissensoort uit de familie van eigenlijke karpers (Cyprinidae). De wetenschappelijke naam van de soort is voor het eerst geldig gepubliceerd in 1936 door Pellegrin.
De soort staat op de Rode Lijst van de IUCN als niet bedreigd, beoordelingsjaar 2009.